# Route nationale 76 (Suède)
Pour les articles homonymes, voir Route nationale 76.
La route nationale 76 (en suédois : Riksväg 76) est une route nationale entre Gävle et Norrtälje en Suède,.

## Présentation
La route nationale 76 traverse le comté de Stockholm, le comté d'Uppsala et le comté de Gävleborg.
La route bifurque de la route européenne 18 à Norrtälje à plus de 60 kilomètres de la ville de Stockholm.
La route longe la côte de la mer Baltique à quelques kilomètres à l’intérieur des terres en direction nord-est.
Cette zone est peu peuplée car les grandes villes et les routes principales se trouvent plus à l'intérieur des terres, la route nationale 76 traverse principalement des petits villages.
Elle traverse Älvkarleby et elle se termine en rejoignant la route européenne 4 à Gävle.
La longueur de la route nationale 76 est de 159 kilomètres.

## Tracé
| Km     | Lieu            | Carte interactive |
| ------ | --------------- | ----------------- |
| 0 km   | Gävle           |                   |
|        | Furuvik         |                   |
|        | Skutskär        |                   |
| 26 km  | Älvkarleby      |                   |
|        | Karlholmsbruk   |                   |
|        | Skärplinge      |                   |
|        | Lövstabruk (sv) |                   |
| 73 km  | Forsmark        |                   |
|        | Östhammar       |                   |
| 105 km | Hargshamn       |                   |
|        | Hallstavik      |                   |
|        | Paris (nl)      |                   |
|        | Edebo (sv)      |                   |
|        | Skebobruk       |                   |
|        | Edsbro          |                   |
|        | Söderby-Karl    |                   |
| 165 km | Norrtälje       |                   |

## Galerie

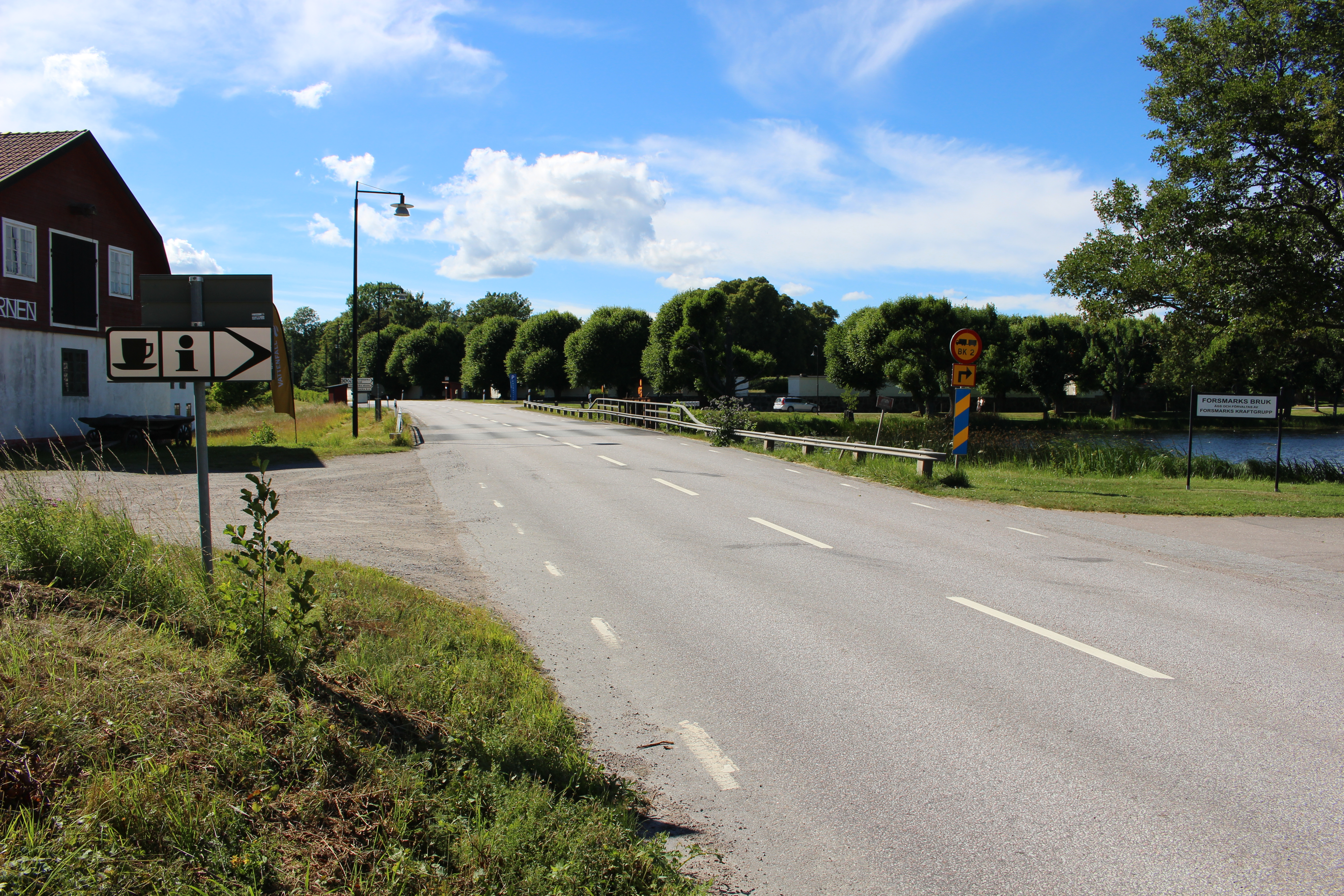
La route devant l'usine de Forsmark.
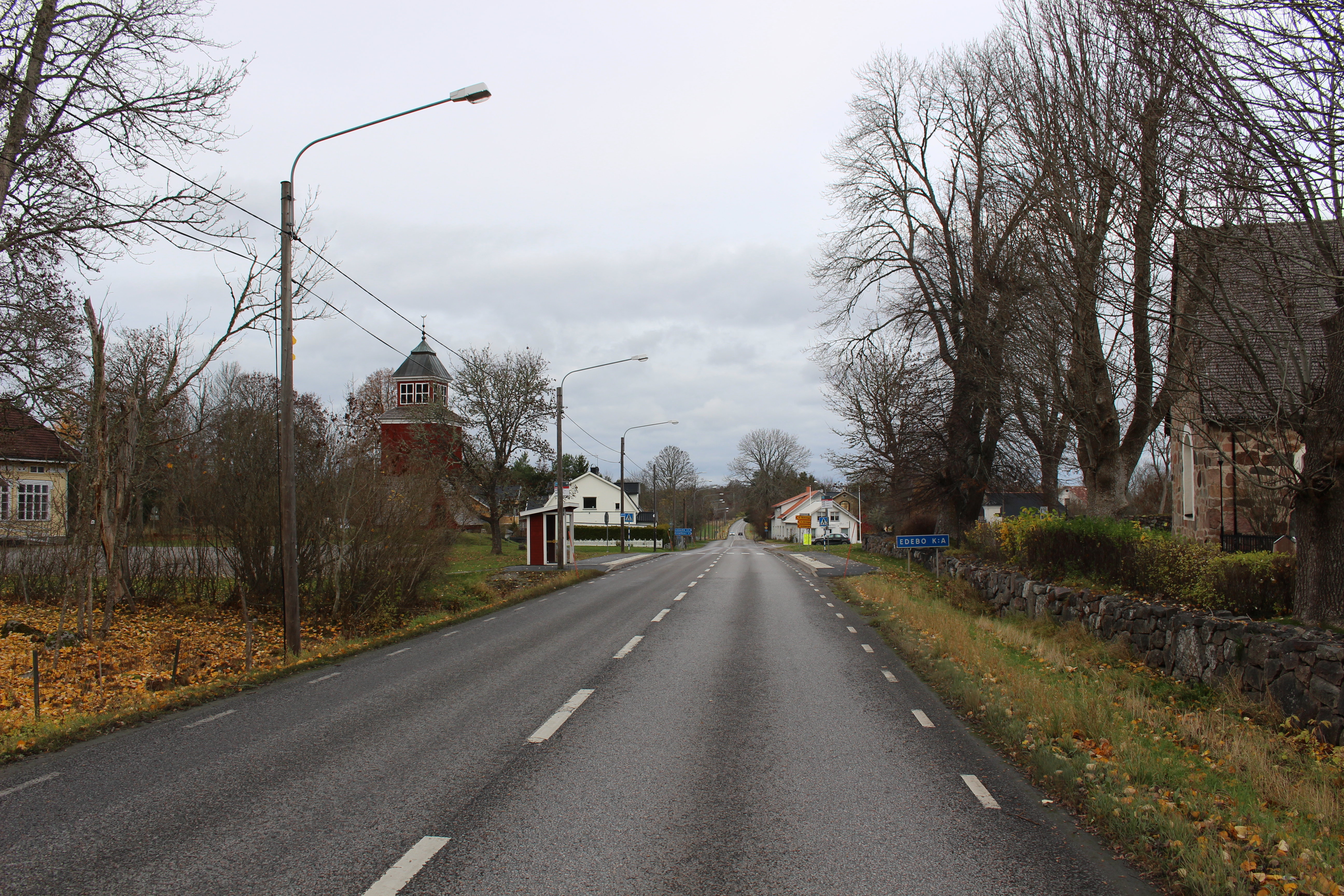
La route à Edebo.
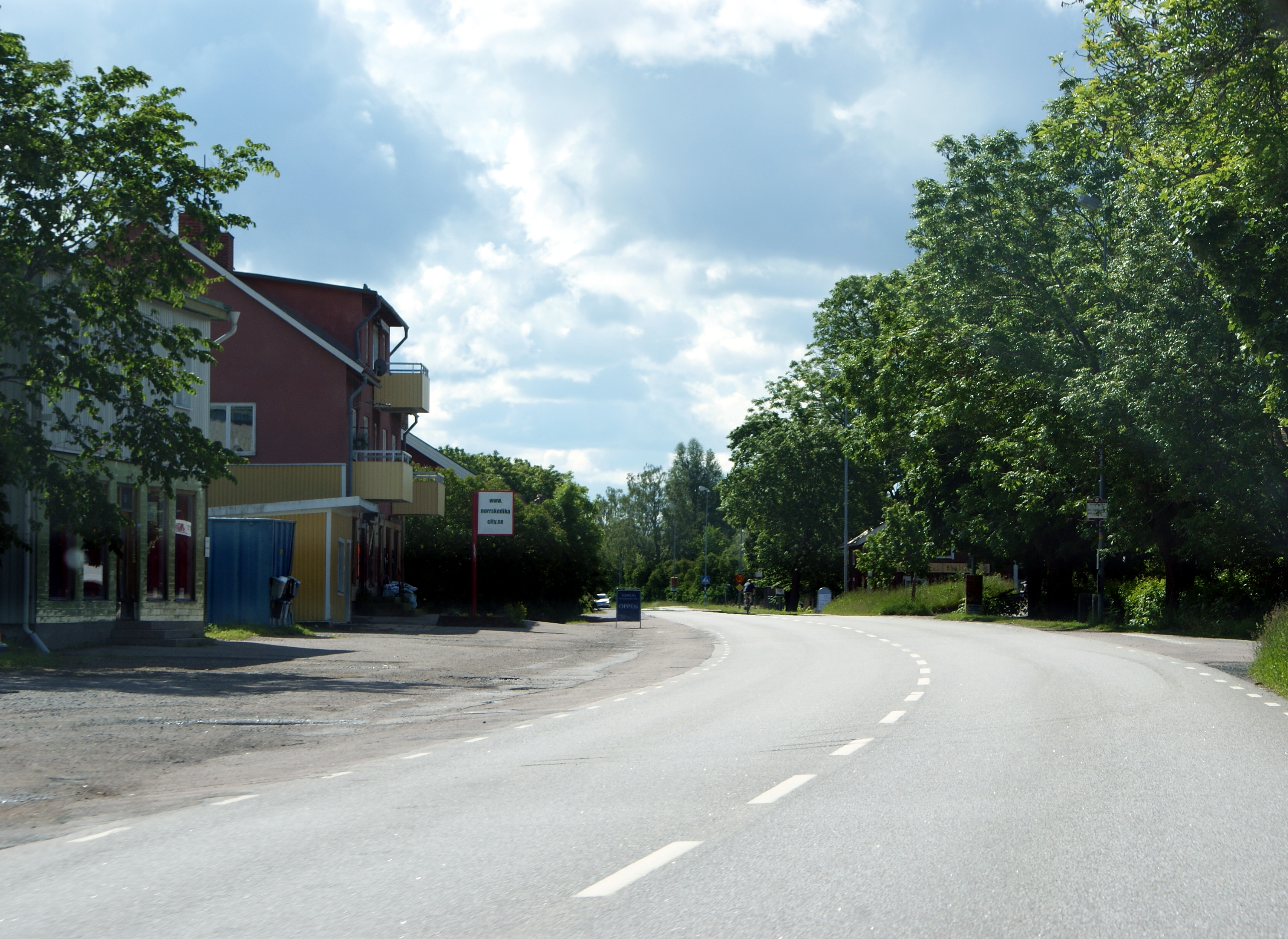
La route à Norrskedika.